# Claes Ljungström
Claes Ljungström, född 16 oktober 1933, död 25 november 2014, var en svensk jurist som var lagman i Mariestads tingsrätt från 1990 till 2000. 
Ljungström utnämndes 12 februari 1971 till rådman i Örebro tingsrätt. Han tillträdde som lagman i Mariestads tingsrätt 1990.